# Шумица-Ахметај
Шумица-Ахметај (алб. Shumicë-Ahmetaj) је насељено место у општини Тропоја у округу Кукеш, Албанија. Према попису из 1989. године било је 282 становника.
Према османском попису из 1485. године за Алтин, Шума (Шумица) има 25 кућа.
Шумица-Ахметај су једно од насеља племена Гаши.